# 中国农工民主党天津市委员会
中国农工民主党天津市委员会，简称农工党天津市委、天津农工党，是中国农工民主党在天津市的地方组织。